# سروانتس، استرالیای غربی
سروانتس (به انگلیسی: Cervantes) یک شهرک در استرالیا است که در استرالیای غربی واقع شده‌است.